# 고후카쿠사인노 쇼쇼나이시

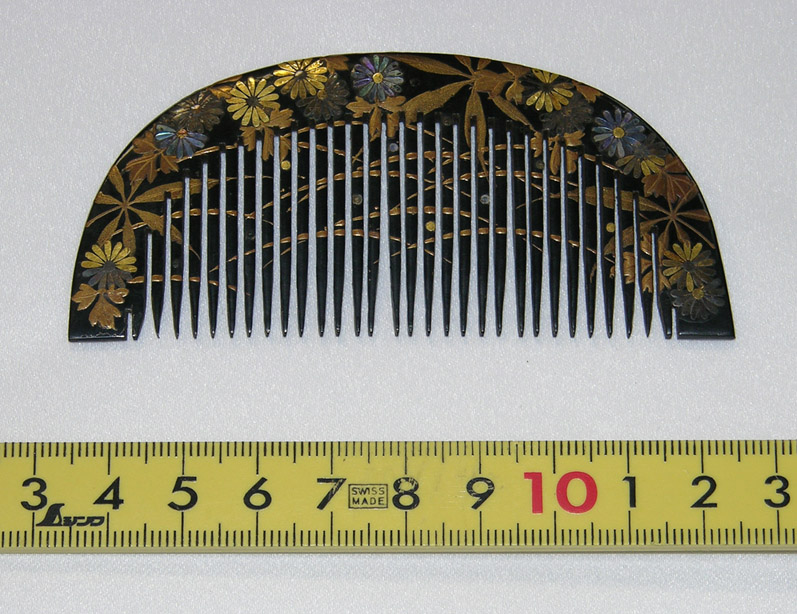
목제 쿠시 (메이지~다이쇼기의 장식품)

고후카쿠사인 쇼쇼나이시(일본어: 後深草院少将内侍 ごふかくさのいんのしょうしょうないし[*], 생년 미상 - 1265년 (분에이 2년) 경 사망)는 가마쿠라 시대 초기의 여류 가인이다. 뇨보36가선의 한 사람이다. 후지와라노 노부자네의 딸이다. 소우헤키몬인 쇼쇼와 벤노나이시와 자매이다. 카잔 겐지의 스케히라오의 아내이다.

## 경력
언니인 벤노나이시와 함께 고후카쿠사 천황의 어린 시절부터 출사하였고, 그 재위 기간을 중심으로 가단에서 활약하였다. 또, 렌가를 잘 불렀던 점도 벤노나이시와 공통된다. 『속후찬 와카집(続後撰和歌集)』 이후의 칙찬집, 우타아와세 등외에  『벤노나이시 일기(弁内侍日記)』, 『츠쿠바슈菟玖波集』에도 작품을 남겼다. 특히, 『벤노나이시 일기(弁内侍日記)』는 사실상 벤노나이시와 쇼쇼나이시 자매의 우타일기라 할 만큼, 쇼쇼나이시의 등장 장면이 많다. 벤노나이시의 사서를 통해, 아버지 노부자네보다 앞서서 사망했음을 알 수 있다.

## 일화
- 의식에 사용하는 빗을 떨어트려 복구에 시간이 걸리고, 재촉을 받았을 때

しはしまてうちたれ髪のさしくしを さし忘れたる時のまはかり
 — 『新千載和歌集』 巻第十八 雑歌下
- 궁중에서 일한지 얼마 안돼었을 초기, 언니인 벤노나이시는 하루노미야노벤이라 칭하고 황태자 시절의 고후카쿠사 천황에게 출사하였는데, 쇼쇼나이시는 재위 중인 고사가 천황의 나이시로 출사하였던 것으로 여겨진다. 그 영향 때문인지, 고사가인과 렌가나 와카의 교환에는 연예관계임을 풍기기도 한다. 8월 보름달이 뜨는 날에 비가 와서 아쉽다며 렌가라도 하자며 고사가인이 권유하여

なごりをばいかにせよとて帰るらむ　 - 고쇼

もしやとまたむ秋の夜の月　　　　　 - 쇼쇼

あかなくにめぐりあふよもありやとて - 고쇼

みちうきほどにかへるをぐるま　　　 - 벤

たぐひなきわが恋草をつみいれて　　 - 고쇼

つゝみあまるはそでのしら露　　　　 - 쇼쇼
 — 『弁内侍日記』 下巻
벤노나이시를 다시로 삼고, 쇼쇼나이시를 설득하는 것처럼 보이기도 한다. 고사가인의 총비 중 한명인 다이나곤산이 (사이온지 킨츠네의 딸)가 이 말을 듣고 「이 연초의 연가를 생각해(この恋草の御連歌 思ひいでなるべし)」라고 했다고 한다,
- 쇼쇼나이시의 의뢰로 모종의 초자를 집필하거나, 서사한 사람이 그녀 사후 인연을 물어 보내온 사실이 『속고금 와카집』에 기록되어 있다.
- 쇼쇼나이시 사후, 인연이 있는 사람들에게 벤노나이시가 불러 추선의 와카를 부르게 했다. 츠치미카도 뉴도 내대신 (나카노인가)

跡をとふ人たになくは友千鳥 しらぬ浦ちに猶やまよはん
 — 『新後撰和歌集』 巻第十九 雑歌下

## 작품

### 칙찬집
| 가집명           | 작자명 표기             | 가수 | 가집명         | 작자명 표기                        | 가수 | 가집명           | 작자명 표기                        | 가수 |
| ---------------- | ----------------------- | ---- | -------------- | ---------------------------------- | ---- | ---------------- | ---------------------------------- | ---- |
| 쇼쿠고센와카슈   | 쇼쇼나이시              | 5    | 쇼쿠코킨와카슈 | 신인 쇼쇼나이시 쇼쇼나이시         | 4 2  | 쇼쿠슈이와카슈   | 인 쇼쇼나이시                      | 8    |
| 신고센와카슈     | 쇼쇼나이시              | 3    | 교쿠요와카슈   | 고후카쿠사인 쇼쇼나이시 쇼쇼나이시 | 6 1  | 쇼쿠센자이와카슈 | 고후카쿠사인 쇼쇼나이시            | 4    |
| 쇼쿠고슈이와카슈 | 고후카쿠사인 쇼쇼나이시 | 2    | 후가와카슈     | 고후카쿠사인 쇼쇼나이시            | 3    | 신센자이와카슈   | 고후카쿠사인 쇼쇼나이시 쇼쇼나이시 | 1 1  |
| 신슈이와카슈     | 고후카쿠사인 쇼쇼나이시 | 3    | 신고슈이와카슈 | 고후카쿠사인 쇼쇼나이시            | 1    | 신쇼쿠코킨와카슈 | 고후카쿠사인 쇼쇼나이시            | 1    |

### 준칙찬렌가집
| 집명     | 작자명 표기             | 구수 | 집명         | 작자명 표기 | 구수 |
| -------- | ----------------------- | ---- | ------------ | ----------- | ---- |
| 츠쿠바슈 | 고후카쿠사인 쇼쇼나이시 | 15   | 신센츠쿠바슈 |             |      |

### 테이스카ㆍ우타아와세
| 명칭                         | 시기                         | 작자명 표기                        | 비고                              |
| ---------------------------- | ---------------------------- | ---------------------------------- | --------------------------------- |
| 河合社歌合                   | 1243년 (간겐 원년) 11월 17일 | 쇼쇼테이                           | 후지와라노 미츠나리와 대결. 3무   |
| 光明峰寺入道摂政家秋三十首歌 | 1245년 (간겐 3년)            |                                    |                                   |
| 院御歌合                     | 1247년 (호지 원년)           | 쇼쇼노나이시                       | 니죠 타메우지와 대결. 3승 5패 2무 |
| 宝治百首                     | 1248년 (호지 2년)            | 쇼쇼노나이시 (벤노나이시 다음으로) |                                   |
| 八月十五夜鳥羽殿歌合         | 1250년 (겐초 2년)            |                                    |                                   |
| 九月十三夜影供歌合           | 1251년 (겐초 3년)            | 쇼쇼노나이시                       | 토인 사네오와 대결. 2승 5패 3무   |
| 閑窓撰歌合                   | 1251년 (겐초 3년)            |                                    |                                   |

### 사가집
- 가집은 전존하지 않음.

## 같이 보기
- 후지와라노 노부자네
- 뇨보36가선
- 고사가 천황
- 고후카쿠사 천황
- 소우헤키몬인 쇼쇼
- 벤노나이시
- 벤노나이시 일기